# Christian Pruvost
Christian Pruvost (* um 1980) ist ein französischer Jazz- und Improvisationsmusiker (Trompete, Komposition).

## Leben und Wirken
Pruvost gehörte seit 2002 zur Gruppe Impressions um Stefan und Peter Orins, mit dem zwei Alben erschienen. Unter eigenem Namen entstand 2010 mit Ipteravox ein erster Tonträger, das international 2012 erschien. Für All About Jazz steht Pruvost mit seinen Improvisationen, in denen er die Klangbreite der Trompete auslotet, in der Tradition von Neuerern wie Bill Dixon, Nate Wooley, Peter Evans, Franz Hautzinger, Birgit Ulher und Mazen Kerbaj.
Auch arbeitete er ab den 2010er-Jahren mit Benjamin Duboc und Sophie Agnel sowie Sylvain Guerineau, Didier Lasserre, Jean-Luc Petit, mit denen 2010 Aufnahmen entstanden (Primare Cantus), des Weiteren mit Didier Aschour, mit dem er Round the World of Sound leitete, eine Veranstaltung mit dem Musiker-Kollectiv Muzzix und dem Theaterensemble Dedalus. Außerdem spielte er ab 2011 mit Satoko Fujii, Natsuki Tamura und Peter Orins im französisch-japanischen Quartett Kaze, mit dem er bislang (2018) vier Alben einspielte und auf Tourneen in Japan, Israel und Nordamerika war. Im Musikprojekt PCM Bla∫t spielte Pruvost mit Maxime Morel (Tuba) und Samuel Carpentier (Posaune), im Circum Grand Orchestra und im Improvisationsorchester La Pieuvre unter Leitung von Olivier Benoît; ferner bildet er ein Duo mit dem Bassisten Nicolas Mahieux und gehörte den Ensembles Flu(o), Arsis und Zoone Libre Vazytouille an. Im Laufe seiner Karriere arbeitete er außerdem mit Axel Dörner, Jérémie Ternoy, Nicolas Mahieux, Otomo Yoshihide, Mina Small, Sean Baxter, Benoît Delbecq, Alain Gibert, Carole Rieussec, Roger Cochini, Sophia Domancich, Giovanna Marini, Didier Levallet, Lucia Recio, Li Ping Ting, Patricia Kuypers, Thierry Madiot, Jérôme Noetinger, Didier Lasserre, Lionel Marchetti, Cor Fuhler, John Edwards, Tony Buck und Daunik Lazro. Im Bereich des Jazz listet Tom Lord zwischen 2010 und 2014 an fünf Aufnahmesessions.

## Diskographische Hinweise
- Kaze: Rafale (Circum-Libra Records, 2011)
- Ziph: Musique pour Trompes et Ballons (Prele, 2011)
- Circum Grand Orchestra: 12 (Circum-Disc, 2014)
- Trouble Kaze: June (Circum-Disc, 2017), mit Didier Lasserre, Natsuki Tamura, Peter Orins, Satoko Fujii, Sophie Agnel
- Kaze: Atody Man (Circum-Libra Records, 2018)
- Kaze & Ikue Mori: Crustal Movement (Circum-Libra Records, 2023)
- Kaze: Unwritten (Libra, 2024)